# Surapong Tovichakchaikul
Surapong Tovichakchaikul (en thaï : สุรพงษ์ โตวิจักษณ์ชัยกุล ; RTGS : Sunphong Towichaksachaikun) est un homme politique thaïlandais né le 1er mai 1953 à Chiang Mai et mort le 20 mai 2020 à l'hôpital Siriraj de Bangkok.
D'abord membre du Parti démocrate à partir de 1986, il est membre à la Chambre des représentants pour la 1re circonscription de Chiang Mai à partir de 1996. Il perd son siège aux élections législatives de 2001, où le Thai Rak Thai a majoritairement remporté le scrutin. Dès lors, il devient l'un des principaux opposants au gouvernement de Thaksin Shinawatra. 
En 2006, il quitte cependant le Parti démocrate pour le Thai Rak Thai, qui sera dissous la même année par la Cour constitutionnelle. Il rejoint alors le parti Palang Prachachon, parti avec lequel il regagne son siège à la 1re circonscription de sa ville natale aux élections législatives de 2007.
En 2010, il devient membre du Pheu Thai, parti avec lequel il sera élu sur liste proportionnel aux élections législatives de 2011. À la suite des élections, il est nommé ministre des Affaires étrangères dans le gouvernement de Yingluck Shinawatra. En octobre 2012, il devient vice-Premier ministre.
Le 7 mai 2014, il est destitué de ses fonctions ministérielles par la Cour constitutionnelle, tout comme la Première ministre.